# 亮叶陵齿蕨
亮叶陵齿蕨（学名：Lindsaea lucida）是鳞始蕨科鳞始蕨属下的一个种。也称洛氏林蕨、狭叶陵齿蕨、假陵齿蕨、方柄陵齿蕨。